# Вашингтон, Тай Тай
Тайрон Льюис «Тай Тай» Вашингтон младший (англ. Tyrone Lewis «TyTy» Washington Jr.; род. 15 ноября 2001, Финикс) — американский профессиональный баскетболист клуба «Финикс Санз». 

## Карьера в школе
Вашингтон играл в баскетбол за среднюю школу Сезар Чавес в Финиксе, штат Аризона. Будучи студентом второго курса, он в среднем набирал 23,2 очка, 4,1 результативных передач, 4,4 подбора и 3,3 перехвата за игру. Вашингтон переш`л в подготовительную школу АЗ Компасс в Чандлере, штат Аризона, во время своего третьего сезона. Будучи учащимся последнего курса, он в среднем набирал 24 очка, 7 результативных передач и 6 подборов за игру, что привело его команду к результату 30–2. Он был включен в состав Jordan Brand Classic.
Вашингтон был единогласно признан пятизвёздочным новобранцем и одним из лучших разыгрывающих защитников в классе 2021 года. 15 ноября 2020 года он пообещал играть в студенческий баскетбол за «Крейтон». Он отказался от участия 11 марта 2021 года, через девять дней после того, как главный тренер Грег Макдермотт сказал своим игрокам: «Мне нужно, чтобы все остались на плантации. Я не могу позволить никому покинуть плантацию» после поражения в феврале». 12 мая 2021 года Вашингтон пообещал перейти в «Кентукки», отконив предложения от «Аризоны», «Бэйлора», «Канзаса», ЛСЮ и «Орегона».

## Карьера в колледже
8 января 2022 года Вашингтон набрал 17 очков и 17 передач в победной игре против «Джорджии» (92:77), превзойдя рекорд Джона Уолла по передачам за одну игру. 15 января Вашингтон набрал рекордные в карьере 28 очков в победном матче против «Теннесси» (107:79). Будучи первокурсником, Вашингтон в среднем набирал 12,5 очков, 3,9 передач и 3,5 подборов за игру. Он был включён во вторую сборную конференции SEC, а также в сборную новичков конференции. 6 апреля Вашингтон объявил о своём участии на драфте НБА 2022 года, отказавшись от оставшегося права на поступление в колледж..

## Профессиональная карьера

### Хьюстон Рокетс (2022—2023)
Вашингтон был выбран командой «Мемфис Гриззлис» под 29-м номером на драфте НБА 2022 года. «Гриззлис» обменяли Вашингтона и Уокера Кесслера в «Миннесота Тимбервулвз» на Джейка Ларэвию в ночь драфта. Впоследствии «Тимбервулвз» обменяли Вашингтона в «Хьюстон Рокетс» на Уэнделла Мура. 2 октября 2022 года Вашингтон дебютировал в предсезонке, набрав 8 очков, 3 подбора и 1 результативную передачу в победной игре против «Сан-Антонио Спёрс» (134:96).
8 июля 2023 года Вашингтон был отдан в «Атланта Хокс» в ходе обмена с участием пяти команд. 12 июля его снова обменяли, на этот раз в «Оклахома-Сити Тандер», вместе с Усманом Гарубой, Руди Геем и выбором во втором раунде драфта 2026 года, в обмен на Патти Миллса. 18 августа «Тандер» отказались от него.

### Милуоки Бакс (2023—2024)
29 августа 2023 года Вашингтон подписал двусторонний контракт с «Милуоки Бакс».

### Финикс Санз (2024—настоящее время)
2 августа 2024 года Вашингтон подписал двусторонний контракт с «Финикс Санз».

## Статистика

### Статистика в НБА
| Сезон                                                                                    | Команда | Регулярный сезон | Регулярный сезон | Регулярный сезон | Регулярный сезон | Регулярный сезон | Регулярный сезон | Регулярный сезон | Регулярный сезон | Регулярный сезон | Регулярный сезон | Регулярный сезон | Серия плей-офф | Серия плей-офф | Серия плей-офф | Серия плей-офф | Серия плей-офф | Серия плей-офф | Серия плей-офф | Серия плей-офф | Серия плей-офф | Серия плей-офф | Серия плей-офф |
| Сезон                                                                                    | Команда | GP               | GS               | MPG              | FG%              | 3P%              | FT%              | RPG              | APG              | SPG              | BPG              | PPG              | GP             | GS             | MPG            | FG%            | 3P%            | FT%            | RPG            | APG            | SPG            | BPG            | PPG            |
| ---------------------------------------------------------------------------------------- | ------- | ---------------- | ---------------- | ---------------- | ---------------- | ---------------- | ---------------- | ---------------- | ---------------- | ---------------- | ---------------- | ---------------- | -------------- | -------------- | -------------- | -------------- | -------------- | -------------- | -------------- | -------------- | -------------- | -------------- | -------------- |
| 2022/23                                                                                  | Хьюстон | 31               | 2                | 14,0             | 36,3             | 23,8             | 55,6             | 1,5              | 1,5              | 0,5              | 0,1              | 4,7              | Не участвовал  | Не участвовал  | Не участвовал  | Не участвовал  | Не участвовал  | Не участвовал  | Не участвовал  | Не участвовал  | Не участвовал  | Не участвовал  | Не участвовал  |
| 2023/24                                                                                  | Милуоки | 11               | 0                | 5,1              | 30,0             | 33,3             | -                | 0,5              | 0,5              | 0,3              | 0,0              | 1,3              | Не участвовал  | Не участвовал  | Не участвовал  | Не участвовал  | Не участвовал  | Не участвовал  | Не участвовал  | Не участвовал  | Не участвовал  | Не участвовал  | Не участвовал  |
| 2024/25                                                                                  | Финикс  | 16               | 0                | 7,4              | 31,1             | 19,0             | 50,0             | 0,8              | 1,0              | 0,2              | 0,0              | 2,2              | Не участвовал  | Не участвовал  | Не участвовал  | Не участвовал  | Не участвовал  | Не участвовал  | Не участвовал  | Не участвовал  | Не участвовал  | Не участвовал  | Не участвовал  |
|                                                                                          | Всего   | 58               | 2                | 10,5             | 34,7             | 23,4             | 54,2             | 1,1              | 1,2              | 0,4              | 0,0              | 3,3              | Не участвовал  | Не участвовал  | Не участвовал  | Не участвовал  | Не участвовал  | Не участвовал  | Не участвовал  | Не участвовал  | Не участвовал  | Не участвовал  | Не участвовал  |
| Наведите курсор мыши на аббревиатуры в заголовке таблицы, чтобы прочесть их расшифровку. |         |                  |                  |                  |                  |                  |                  |                  |                  |                  |                  |                  |                |                |                |                |                |                |                |                |                |                |                |

### Статистика в NCAA
| Сезон | Команда  | Conf  | Class | GP | GS | MPG  | FG%  | 3P%  | FT%  | RPG | APG | SPG | BPG | PPG  |
| --- | -------- | ----- | ----- | -- | -- | ---- | ---- | ---- | ---- | --- | --- | --- | --- | ---- |
| 2021/22 | Кентукки | SEC   | FR    | 31 | 29 | 29,2 | 45,1 | 35,0 | 75,0 | 4,5 | 3,9 | 1,3 | 0,2 | 12,5 |
| Всего | Всего    | Всего | Всего | 31 | 29 | 29,2 | 45,1 | 35,0 | 75,0 | 4,5 | 3,9 | 1,3 | 0,2 | 12,5 |
| Наведите курсор мыши на аббревиатуры в заголовке таблицы, чтобы прочесть их расшифровку Статистика приведена с сайта sports-reference.com |          |       |       |    |    |      |      |      |      |     |     |     |     |      |